# Forza peso
La forza-peso (o più semplicemente peso), in fisica classica, è la forza esercitata sui corpi presenti nel campo gravitazionale di un oggetto di grande massa, nell'accezione comune nel campo gravitazionale terrestre.
È dovuta alla forza attrattiva che l'interazione gravitazionale esercita tra due oggetti qualsiasi secondo la legge di gravitazione universale. La sua unità di misura nel Sistema Internazionale è il newton (N).

## Peso e massa
Colloquialmente è frequente usare indistintamente le parole "peso" e "massa", ma questi termini non sono equivalenti dal punto di vista fisico.
In fisica si distinguono forza peso e massa in quanto grandezze sostanzialmente diverse: mentre la massa di un corpo è una sua proprietà intrinseca, indipendente dalla sua posizione nello spazio e da ogni altra grandezza fisica, il peso è l'effetto prodotto su tale massa dalla presenza di un campo gravitazionale. Ne risulta che la massa di un corpo è costante, mentre il suo peso varia a seconda del luogo in cui viene misurato. Sulla Luna, un uomo pesa meno che sulla Terra: sui due corpi celesti, una bilancia a torsione o a molla restituirà quindi valori diversi, in quanto si basa sulla misurazione della forza peso; una bilancia a contrappeso, invece, restituirà lo stesso valore, in quanto si basa sul confronto di masse (ciò vuol dire che anche su pianeti diversi uno stesso corpo mantiene la sua massa, mentre la forza peso varia in base all'accelerazione di gravità).

## Approssimazione della forza peso

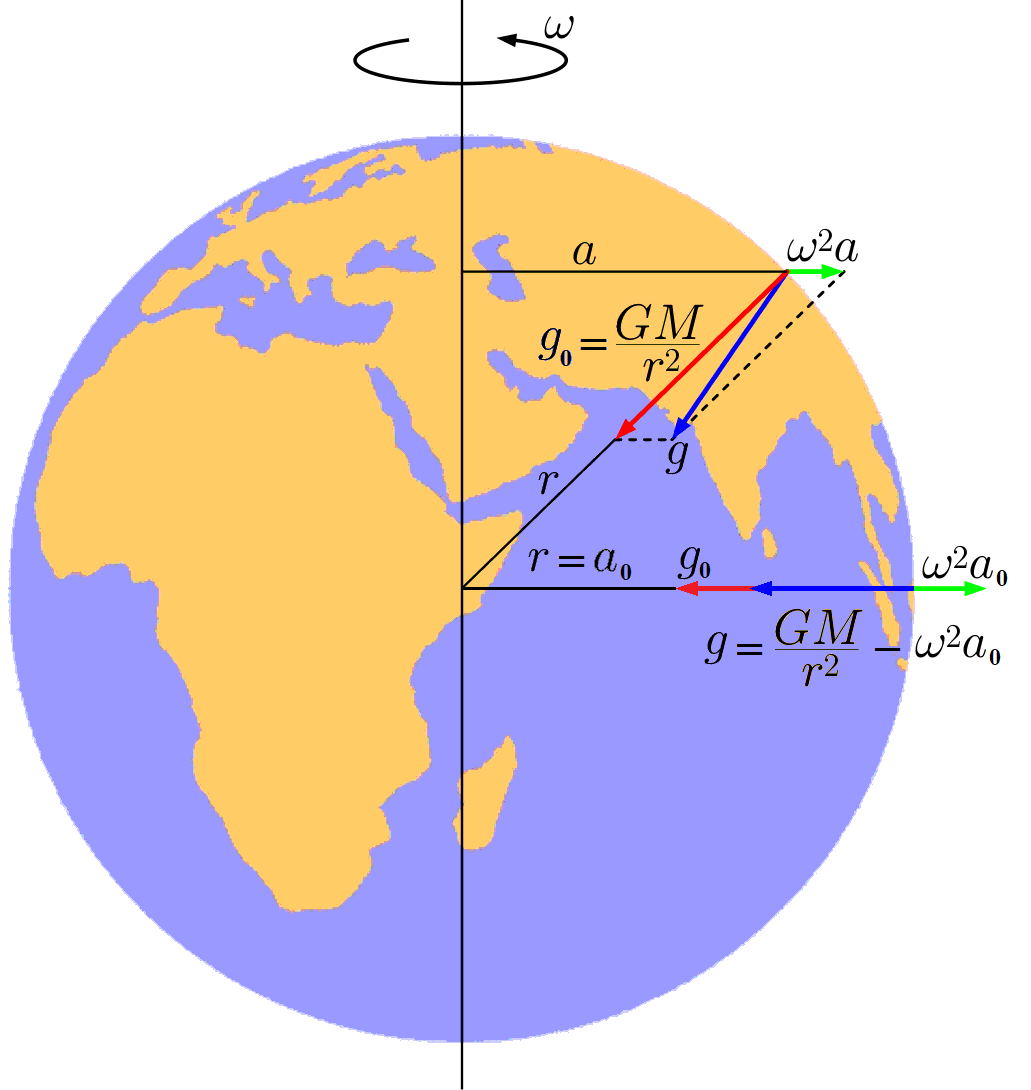
Contributo della forza centrifuga all'accelerazione gravitazionale.

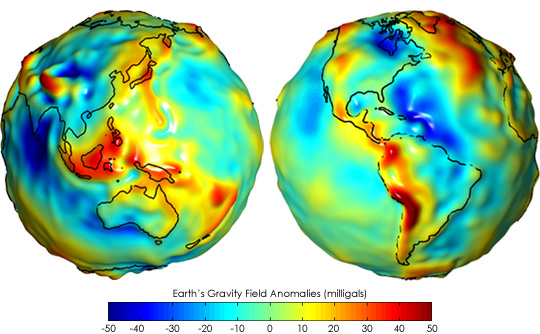
Anomalie del campo gravitazionale terrestre in milligal (1 mGal = 10^{-5} m/s^{2}), rispetto al valore stimato considerando la variazione del raggio terrestre.

La forza peso è generalmente espressa attraverso la seconda legge della dinamica, e cioè:
{\displaystyle {\vec {F}}=m\,{\vec {g}}}
dove m è la massa e g è l'accelerazione gravitazionale, il cui modulo è ricavabile in prima approssimazione dalla formula seguente:
{\displaystyle g={\frac {F}{m}}={\frac {GM_{T}}{{R_{T}}^{2}}}}
Per il pianeta Terra il valore dell'accelerazione di gravità è stato convenzionalmente fissato a 9,80665 m/s2 nell'ambito della terza Conferenza Generale dei Pesi e delle Misure del 1901.
Questa considerazione si rivela tuttavia approssimativa per tre aspetti principali:
- La relazione è valida per corpi puntiformi o a simmetria sferica (per il teorema di Gauss); ma la Terra non è una sfera bensì un geoide, per cui la distanza tra un punto sulla superficie terrestre e il centro della Terra è differente a seconda che ci troviamo all'equatore (dove è maggiore) o ai poli (dove è minore). (All'equatore il raggio terrestre {\displaystyle R_{T}} vale 6.378,137 km, mentre ai poli vale 6.356,752 km. Sperimentalmente si stima l'accelerazione misurata da un minimo di circa 9,78 m/s2 all'equatore a un massimo di circa 9,83 m/s2 ai poli).
- Nella stessa relazione si trascura l'effetto del moto dei pianeti nello spazio che imprime ai corpi forze apparenti, ad esempio la forza centrifuga. Come si vede nella figura, il vettore {\displaystyle {\vec {g}}} è in realtà la somma del termine {\displaystyle {\frac {GM_{T}}{{R_{T}}^{2}}}} e di un termine dovuto alla forza centrifuga, pari a {\displaystyle \omega ^{2}a}, in cui {\displaystyle \omega } è la velocità angolare della Terra e {\displaystyle a} è la distanza del punto considerato dall'asse di rotazione terrestre[4].
- La Terra non è un corpo omogeneo, ma presenta al suo interno zone a densità differente[5] e questo si traduce in anomalie nel campo gravitazionale terrestre (vedi figura a lato).

Applicando la legge di gravitazione universale di Newton a un corpo di massa m pari a 1 kg situato sulla superficie della Terra, si ottiene un peso di circa 9,8 N:
{\displaystyle F={\frac {GM_{T}m}{{R_{T}}^{2}}}}
{\displaystyle =\mathrm {\frac {6{,}674\cdot 10^{-11}\ Nm^{2}kg^{-2}\cdot 5{,}974\cdot 10^{24}\ kg\cdot 1\ kg}{(6{,}373\cdot 10^{6}\ m)^{2}}} }
{\displaystyle \mathrm {\simeq 9{,}82\ N} }
dove RT e MT indicano rispettivamente il raggio e la massa terrestri. Lo stesso corpo, sulla superficie della Luna, ha un peso di circa 1,6 N.
Ricordiamo che questa approssimazione è ottenuta considerando la Terra perfettamente sferica, trascurando gli influssi gravitazionali degli altri corpi celesti e le forze apparenti dovute, per esempio, al moto di rotazione della Terra intorno al proprio asse.

## La forza peso sugli altri corpi celesti
Nella tabella seguente sono riportati i rapporti tra l'accelerazione di gravità sulla Terra e altri corpi celesti.
| Corpo celeste | Rispetto alla Terra | m/s²   |
| ------------- | ------------------- | ------ |
| Sole          | 27,90               | 274,1  |
| Mercurio      | 0,3770              | 3,703  |
| Venere        | 0,9032              | 8,872  |
| Terra         | 1 (per definizione) | 9,8226 |
| Luna          | 0,1655              | 1,625  |
| Marte         | 0,3895              | 3,728  |
| Giove         | 2,640               | 25,93  |
| Saturno       | 1,139               | 11,19  |
| Urano         | 0,917               | 9,01   |
| Nettuno       | 1,148               | 11,28  |